# パイントップ・パーキンズ
パイントップ・パーキンズ（本名：Joseph William Perkins、1913年7月7日 – 2011年3月21日）は、アメリカ合衆国のブルース・ピアニスト。彼は最も重要なブルースおよびロックンロールのパフォーマーとの共演を重ね、グラミー賞の生涯特別功労賞を含む数多くの賞を受賞。ブルースの殿堂入りも果たしている。

## 来歴

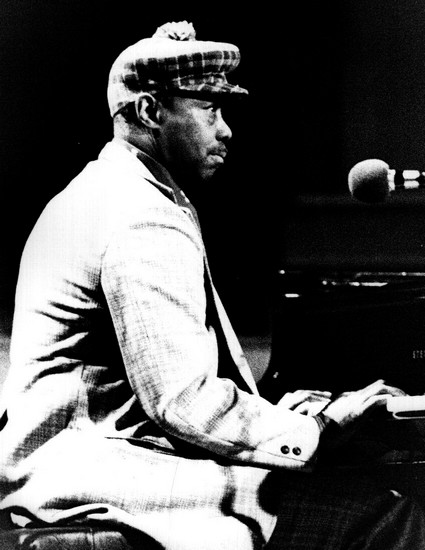
パーキンズ（1976年）

### キャリア初期
パーキンズはミシシッピ州ベルゾーナに生まれ、同州ハニー・アイランドのプランテーションで育った。当初はギタリストとしてキャリアをスタートさせたが、1940年代にアーカンソー州ヘレナで合唱団の女性とナイフを使ったもみ合いとなった結果、左腕の腱を傷めてしまった。この傷によりギターが弾けなくなったことで、彼はピアニストに転向した。彼はまたヘレナのラジオ局KFFAでサニー・ボーイ・ウィリアムソンIIとロバート・ロックウッド・ジュニアが出演していた番組「キング・ビスケット・タイム」にバンド・メンバーとして出演するようになった。彼はロバート・ナイトホークとも共演を重ね、1950年には彼の楽曲「Jackson Town Gal」のレコーディングにも参加している。
1950年代に入ると、パーキンズはアール・フッカーと出会い、彼とツアーに出るようになった。彼はテネシー州メンフィスでサム・フィリップスが経営していたサン・スタジオで「Pinetop’s Boogie Woogie」のレコーディングを行なった。この曲はパイントップ・スミスが作曲したもので、オリジナルは彼が1928年にレコーディングしている。パーキンズは学校には小学校3年生までしか通っておらず、文字の読み書きができなかったが、彼はこの曲をスミスのレコードを聴いて覚えた。パーキンズは次のように述べている。「私が“パイントップ”と呼ばれるようになったのはこの曲をプレイしていたからです」。
パーキンズはその後イリノイ州に移住し、音楽業界から引退してしまったが、フッカーに促され1968年より再びレコーディングをするようになった。パーキンズは1969年、オーティス・スパンの後任としてマディ・ウォーターズ・バンドに加入する。10年間に渡りこのバンドに在籍したのち、彼はウィリー・"ビッグ・アイズ"・スミスとともにレジェンダリー・ブルース・バンドを結成し、1970年代後半から1990年代初頭までこのバンドで活動した。

### 後年
パーキンズは、1980年の映画『ブルース・ブラザース』に出演した。アレサ・フランクリンのソウル・フード・カフェ外のマックスウェル・ストリートの演奏シーンにジョン・リー・フッカーらと登場する。後になってリリースされたディレクターズ・カット版では、ここで演奏された「Boom Boom」について、作曲者を巡りフッカーと彼が口論する様子が描かれている。彼はまた、1987年の映画『エンゼル・ハート』にもギタリスト、トゥーツ・スウィートのバンドのメンバーとして出演している。
パーキンズはサイドマンとして無数のレコードに演奏を残したが、1988年にブラインド・ピッグ・レコードからリリースされた『After Hours』まで、彼自身のフル・アルバムは出していなかった。このアルバムのリリースに伴うツアーにはメンバーとしてジミー・ロジャーズとヒューバート・サムリンが参加した。
1995年、パーキンズの事実婚の妻、サラ・ルイスが亡くなり、彼は落ち込み飲酒に頼るようになったが立ち直っている。1998年、彼はサムリンをフィーチャーしたアルバム『Legends』をリリースした。2001年には、パーキンズはアイク・ターナーとともにシカゴ・ブルース・フェスティヴァルに出演した。ターナーは自身がピアノを弾くようになったのはパーキンズの影響だと語っている。

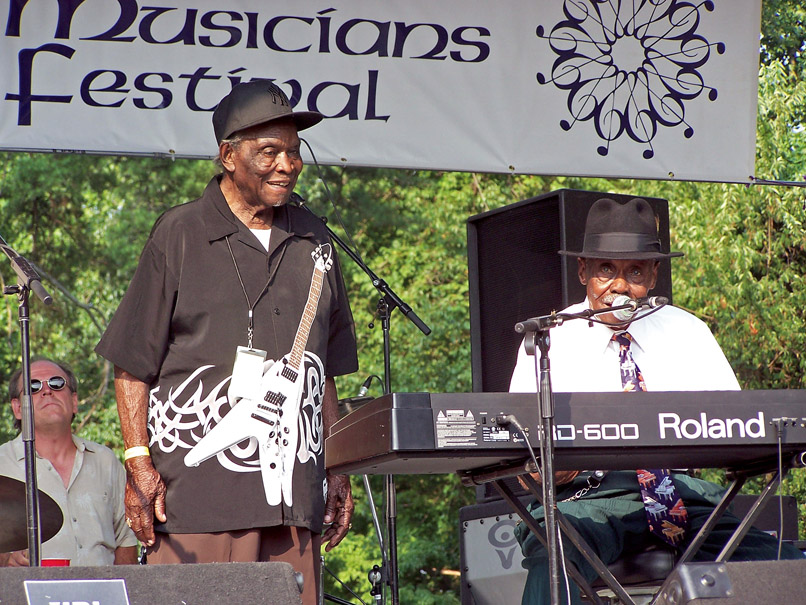
当時「最後のデルタ・ブルースのミュージシャン」言われたデイヴィッド・ハニーボーイ・エドワーズと（2008年）

2004年、パーキンズがインディアナ州ラポートで自動車を運転中、列車との衝突事故が発生した。彼の自動車は大破したものの、当時91歳だった彼自身は大きな怪我を負わずに済んでいる。
パーキンズは、後年は亡くなるまでテキサス州オースティンに住んでおり、通常はシックス・ストリートのライブハウス、モモズに週2回出演していた。
パーキンズとアンジェラ・ストレーリによる楽曲「Hey Mr. Pinetop Perkins」は、パーキンズが「Pinetop's Boogie Woogie」を作曲したのではという誤解を抱かせる下記の歌詞を含んでいる：
ヘイ、パイントップ・パーキンズさん
聞きたいことがあるんだが
例の最初のブギウギの曲はいったいどうやって書いたんだい
あなたの名前を冠したあの曲のことだよ

### 死
2011年3月21日、パーキンズはオースティンの自宅で就寝中に亡くなった。97歳だった。死因は心不全だった。パーキンズのための追悼イベントや式典がアメリカの各地で複数回行なわれた。ミシシッピ州クラークスデールのグラウンド・ゼロ・ブルース・クラブでは、同年3月31日、パーキンズの友人とファンに捧げるジャム・セッションが行なわれた。オースティンでは3月29日に棺を開け音楽を流す葬儀が執り行われ、ウィリー・"ビッグ・アイズ"・スミス、ボブ・マーゴリンら数百人のミュージシャンたちが参列した。
パーキンズは、2011年4月2日、クラークスデールのマクローリン・メモリアル・ガーデン墓地で最後の棺を開けた式典を行なった後に埋葬された。埋葬式はクラークスデール初の黒人市長、ヘンリー・エスピーによって執り行われた。祭壇にはパーキンズの好物だったマクドナルドのビッグマックとアップルパイが飾られた。
パーキンズが亡くなった時点で、彼は2011年のパフォーマンスを20件以上ブッキングしていた。亡くなる直前のインタビューで、後年にキャリアが再び勢いを見せていることについてパーキンズは「私はもうかつてのようにピアノをプレイすることはできません。以前はベース・ラインを雷のような勢いで弾いたものです。もう、それは無理です。しかし、私は神様お許しくださいと言いました。かつて小銭を稼ぐためにしたことに対してね」。デイヴィッド・"ハニーボーイ"・エドワーズとパーキンズはともに2011年に亡くなっているが、2人は最後のデルタ・ブルースのブルース・ミュージシャンと言われた。彼らはまた、ロバート・ジョンソンと交流のあった最後のブルース・ミュージシャンでもあった。

## レガシー

### 影響力
シカゴのアリゲーター・レコードの創設者であるブルース・イグロアは、パーキンズについて「絶対的に最高のブルース・ピアノ・プレイヤーです」と評する。彼は次のように述べている。「そのキャリアは80年以上の長きにおよんでいます。彼はあらゆる世代のミュージシャンの象徴的存在です」。パーキンズはアイク・ターナーのようなブルース・ミュージシャンに影響を与えました。ターナーはパーキンズからピアノを教わったのです。ターナーはこう述べている「パイントップの存在自体がロックンロールの誕生とも言えます。私がプレイしてきたものは彼から教わったからです」。
パーキンズはマディ・ウォーターズ、ロバート・ナイトホーク、アール・フッカー、B.B.キングといった多様なブルースマンと共演している。

#### パイントップ・パーキンズ・ファウンデーション
パーキンズの没後、パイントップ・パーキンズ・ファウンデーション（財団）は彼に敬意を表して、ブルースとジャズに興味を持つ若いミュージシャンを対象に毎年ワークショップを開催している。ワークショップは通常ミシシッピ州のクラークスデールで開催されるが、コロナ禍ではバーチャルの開催となった。トラディショナルなブルースとジャズのジャンルにおける最高のミュージシャンとのマスター・クラスを若いミュージシャンに提供、グラウンド・ゼロ・ブルース・クラブでの受講生のパフォーマンスでフィナーレを迎える。ファウンデーションのもう一つの役割は、老齢のミュージシャンに対するパイントップ援助同盟（Pinetop Assistance League）と称される資金援助で、自ら収入を得ることができなくなった高齢のミュージシャンが住宅費、医療費を支払い、後年を快適に尊厳を持って過ごせるようにすることを目的としている。

### 受賞と表彰
パーキンズは、2000年に日本の人間国宝に相当するナショナル・ヘリテージ・フェローシップに認定された。
2003年、パーキンズはブルースの殿堂入りをしている。
2005年、パーキンズはグラミー賞の生涯特別功労賞を受賞した。
2008年には、パーキンズはヘンリー・タウンゼント、ロバート・ロックウッド・ジュニア、デイヴィッド・"ハニーボーイ"・エドワーズとともに、『Last of the Great Mississippi Delta Bluesmen: Live in Dallas』でグラミー賞の最優秀トラディショナル・ブルース・アルバム賞を受賞した。彼は同じカテゴリーでソロ・アルバム『Pinetop Perkins on the 88's: Live in Chicago』でもノミネートされている。
97歳にして、パーキンズはウィリー・"ビッグ・アイズ"・スミスとレコーディングした『Joined At The Hip』でグラミー賞の最優秀トラディショナル・ブルース・アルバム賞を受賞。これにより、彼はその21年前の1990年に94歳でスポークン・ワード賞を受賞したコメディアンのジョージ・バーンズを抜き、最高齢のグラミー賞受賞者となった。

## ドキュメンタリー映画
パーキンズは2つのドキュメンタリー映画で取り上げられている。『Born In The Honey』（2007年）と『サイドマン　スターを輝かせた男たち（原題：Sidemen: Long Road To Glory）』（2016年）である。彼はまた、2003年のクリント・イーストウッドが監督を務めたドキュメンタリー映画『Piano Blues』にも登場している。

## 来日公演
パーキンズはソロ・アーティストとしては1998年、パークタワー・ブルース・フェスティバル出演のために来日をしている。それ以前に、マディ・ウォーターズが1980年に来日した際にもメンバーとして同行している。

## ディスコグラフィー
- 1976年 『Pinetop Is Just Top』 (Black And Blue)
- 1988年 『After Hours』 (Blind Pig)
- 1992年 『Pinetop Perkins With The Blue Ice Band』 (Platonic)
- 1992年 『Boogie Woogie King』 (Evidence Music)　※1976年録音
- 1992年 『On Top』 (Deluge)
- 1993年 『Portrait Of A Delta Bluesman』 (Omega)
- 1995年 『Live Top』 (Deluge)
- 1996年 『Eye To Eye』 (AudioQuest) ※ロニー・アール、ウィリー・"ビッグ・アイズ"・スミス、カルヴィン・"ファズ"・ジョーンズとの共演作[27]
- 1997年 『Born In The Delta』 (Telarc)
- 1998年 『Sweet Black Angel』 (Gitanes)
- 1998年 『Legends』(Telarc) ※ヒューバート・サムリンとの共演作
- 1998年 『Down In Mississippi』 (Hightone)
- 1999年 『Live At 85!』 (Shanachie)
- 2000年 『Back On Top』 (Telarc)
- 2003年 『Heritage of the Blues: The Complete Hightone Sessions』 (Hightone)
- 2003年 『8 Hands on 88 Keys: Chicago Blues Piano Masters』 (Sirens)
- 2004年 『Ladies Man』 (M.C.)
- 2007年 『Last of the Great Mississippi Delta Bluesmen: Live in Dallas』 (The Blue Shoe Project) ※ヘンリー・タウンゼント、ロバート・ロックウッド・ジュニア、デイヴィッド・"ハニーボーイ"・エドワーズとの共演作
- 2008年 『Pinetop Perkins and Friends』 (Telarc)
- 2010年 『Joined At The Hip』 (Telarc) ※ウィリー・"ビッグ・アイズ"・スミスとの共演作
- 2012年 『Heaven』 (Blind Pig)
- 2015年 『Genuine Blues Legends』 (Elrob) ※ジミー・ロジャーズとの共演作[28]

キャリー・ベルの作品への参加
- 1969年 『Carey Bell's Blues Harp』 (Delmark)
- 1973年 『Last Night』 (BluesWay)

アール・フッカーの作品への参加
- 1969年 『2 Bugs And A Roach』 (Arhoolie)

マディ・ウォーターズの作品への参加
- 1971年 『Live at Mr. Kelly's』 (Chess)
- 1973年 『Can't Get No Grindin'』 (Chess)
- 1974年 『"Unk" In Funk』 (Chess)
- 1975年 『The Muddy Waters Woodstock Album』 (Chess)
- 1977年 『Hard Again』 (Blue Sky)